# Enrique Gutiérrez Ríos
Enrique Gutiérrez Ríos (Madrid, 12 de desembre de 1915 - 8 d'agost de 1990) va ser un químic espanyol, Catedràtic de les universitats de Madrid i Granada i president del Consell Superior d'Investigacions Científiques entre 1973 i 1974.

## Biografia
Llicenciat en Farmàcia i Doctor en Ciències Químicas, va ocupar les càtedres de Química Inorgànica de les Universitats de Granada i Madrid, arribant a ser rector d'aquesta última entre 1964 i 1967.
Va ser Membre del Consell d'Estat d'Espanya, del Consell del Regne, President del CSIC entre 1973 i 1974, del Consell Nacional d'Educació Superior, de la Comissió Assessora de Recerca Científica i Tècnica, de la Reial Societat Espanyola de Física i Química. Així mateix, va ser Conseller de nombre del CSIC, Vocal de la Comissió Espanyola de Recerca Espacial. Director de l'Institut de Química Inorgànica "Elhuyar" del CSIC, Director del Departament de Química Inorgànica de la Universitat Complutense de Madrid.
Era membre de l'Opus Dei des de 1954. Estava casat i era pare de sis fills.

## Premis
Va rebre els premis Francisco Franco de Ciències (1966) i José María Albareda (1970), així com la Gran Creu de l'Orde Civil d'Alfons X el Savi (1964) Després de 1975, va ser doctor «Honoris causa» per la Universitat de Granada; membre de la Reial Acadèmia Nacional de Farmàcia i de la Reial Acadèmia de Ciències Exactes, Físiques i Naturals des de 1984. També fou Medalla d'Or de la III Reunió Internacional sobre Reactivitat dels Sòlids (1956), Primer Premi del Patronat Juan de la Cierva (1948) i Primer Premi de Ciències (1967).

## Obres
El professor Gutiérrez Ríos va publicar més de cent cinquanta treballs de recerca en revistes nacionals i estrangeres, sobre qüestions relatives a la Química inorgànica, especialment en el seu aspecte estructural. Va publicar els següents llibres:
- Bentonitas Españolas (1948).
- José María Albareda. Una época de la cultura española (1970).
- La ciencia en la vida del hombre (1974).
- Química inorgánica (1978).
- Ha editat i prologat Vida de la inteligencia de José María Albareda Herrera (1971).